# Leptoscyphus expansus
Leptoscyphus expansus là một loài rêu tản trong họ Geocalycaceae. Loài này được (Lehm.) Grolle miêu tả khoa học lần đầu tiên năm 1962.